# Keter Betts
William Thomas „Keter“ Betts (* 22. Juli 1928 in Port Chester, New York; † 6. August 2005 in Silver Spring, Maryland) war ein amerikanischer Jazz-Bassist.

## Leben und Wirken
Betts war zunächst Schlagzeuger, wechselte jedoch 1946 zum Bass. Er spielte am Beginn seiner Karriere als 19-Jähriger bei Carmen Leggio, 1949–1951 bei Earl Bostic, begleitete von 1951 bis 1956 die Sängerin Dinah Washington und spielte mit Julian Cannonball Adderley von 1956 bis 1957. Ab 1957 arbeitete er bei Charlie Byrd in Washington, D.C. und ging mit der Band von Woody Herman auf Tournee.
1962 spielte er auf der Stan Getz/Charlie Byrd-Platte Jazz Samba, die maßgeblich den Bossa-nova-Stil popularisierte. In der Mitte der 1960er Jahre begann eine lange Zusammenarbeit mit der Sängerin Ella Fitzgerald, bei der er vor allem in Formationen von Tommy Flanagan spielte. In den 1970er Jahren spielte und tourte er mit Jazz at the Philharmonic, Count Basie, Eddie Lockjaw Davis.

Betts spielte in dieser Zeit mit Musikern wie Oscar Peterson, Nat Adderley, Bobby Timmons, Joe Pass.
In den 1990er Jahren folgten noch Plattenaufnahmen mit Buddy DeFranco 1992, Ron Holloway 1993, Hamiet Bluiett 1995, Hank Jones 1996 und Jay McShann 1997 und war als Musiker auf dem Transatlantikliner SS Norway tätig. Daneben war er als Musikpädagoge und Berater der Jazzsendung des Kanals WBET-TV tätig.
1998 veröffentlichte er bei The Orchard sein erstes Album unter eigenem Namen Bass, Buddies & Blues.
Keter Betts ließ sich lange Zeit in Washington, D.C. nieder; er starb 2005 in seinem Haus in Silver Spring (Maryland).